# Ashes Tour 1887/88
Die Ashes Tour 1887/88 war die Tour der englischen Cricket-Nationalmannschaft, die die 6. Austragung der Ashes beinhaltete, und wurde zwischen dem 10. und 15. Februar 1888 durchgeführt. Die Ashes Series 1887/88 selbst wurde in Form von einem Testspiel zwischen Australien und England ausgetragen. Die Tour beinhaltete neben dem Test eine Reihe weiterer Spiele zwischen den beiden Mannschaften im Winter 1887/88. England gewann die Ashes-Serie 1–0.

## Vorgeschichte
Für beide Mannschaften war es die erste Tour der Saison.
Das letzte Aufeinandertreffen der beiden Mannschaften bei einer Tour fand in der Saison 1886/87 in Australien statt. In der Saison absolvierten zwei englische Teams eine Tour in Australien. Eine wurde durch George Vernon angeführt und eine weitere durch Arthur Shrewsbury. Diese bestritten jeweils zahlreiche Spiele, unter anderem jeweils gegen Auswahlmannschaften Australiens. Jedoch wurden diese nicht nachträglich als Tests eingeordnet. Nur das Spiel in der beide Tour-Teams vereinigt antraten wurde später als Test anerkannt. Da beide Mannschaften einen großen finanziellen Verlust machten, wurde eine solche doppelte Tour nicht noch ein Mal wiederholt.

## Stadien
Die folgenden Stadien wurden für die Tour als Austragungsort vorgesehen.
| Stadion               | Stadt  | Kapazität | Spiele  |
| --------------------- | ------ | --------- | ------- |
| Sydney Cricket Ground | Sydney | 48.000    | 1. Test |

## Kaderlisten
Die Mannschaften benannten die folgenden Kader.
| Test | Test |
| Australien | England |
| --- | --- |
| - Percy McDonnell (K) - Alec Bannerman - Jack Blackham (wk) - Fred Burton - J. J. Ferris - Tom Garrett - Sammy Jones - George McShane - Harry Moses - Charlie Turner - Jack Worrall | - Walter Read (K) - William Attewell - Johnny Briggs - George Lohmann - Billy Newham - Bobby Peel - Dick Pilling (wk) - Maurice Read - Andrew Stoddart - Arthur Shrewsbury - George Ulyett |

## Tour Matches
Die folgenden First-Class-Spiele wurden während der Touren ausgetragen.
| 28. Oktober – 1. November Scorecard | Adelaide | GF Vernin’s XI 104 (75.1) & 291 (176.3) | – | South Australia 118 (172.3) & 206 (188) |
|                                     |          | GF Vernin’s XI gewinnt mit 71 Runs      |   |                                         |

| 9. – 11. November Scorecard | Melbourne | Victoria 152 (146.3) & 126 (84.3)                    | – | GF Vernin’s XI 296 (143) |
|                             |           | GF Vernin’s XI gewinnt mit einem Innings und 18 Runs |   |                          |

| 10. – 12. November Scorecard | Sydney | A Shrewsbury XI 49 (37) & 66 (75.1)    | – | New South Wales 94 (91) & 23-0 (10.1) |
|                              |        | New South Wales gewinnt mit 10 Wickets |   |                                       |

| 25. – 30. November Scorecard | Sydney | GF Vernin’s XI 340 (205.3) & 106 (73.1) | – | New South Wales 408 (298.1) & 40-1 (46) |
|                              |        | New South Wales gewinnt mit 9 Wickets   |   |                                         |

| 9. – 12. Dezember Scorecard | Sydney | New South Wales 149 (124.3) & 165 (121.3) | – | A Shrewsbury XI 279 (152.3) & 39-0 (16.1) |
|                             |        | A Shrewsbury XI gewinnt mit 10 Wickets    |   |                                           |

| 16. – 19. Dezember Scorecard | Melbourne | Victoria 68 (77.3) & 100 (90)                          | – | A Shrewsbury XI 624 (301.2) |
|                              |           | A Shrewsbury XI gewinnt mit einem Innings und 456 Runs |   |                             |

| 24. – 29. Dezember Scorecard | Adelaide | GF Vernin’s XI 382 (163.1) & 493 (411.1) | – | South Australia 143 (126.3) & 59-0 (23) |
|                              |          | Remis                                    |   |                                         |

| 31. Dezember – 3. Januar Scorecard | Melbourne | GF Vernin’s XI 292 (119.2) & 78 (64)                 | – | Australia XI 136 (88.3) |
|                                    |           | GF Vernin’s XI gewinnt mit einem Innings und 78 Runs |   |                         |

| 13. – 17. Januar Scorecard | Sydney | New South Wales 153 (182.2) & 216 (164.3) | – | A Shrewsbury XI 87 (66.3) & 129-0 (90) |
|                            |        | New South Wales gewinnt mit 153 Runs      |   |                                        |

| 3. – 7. Februar Scorecard | Sydney | Australia XI 262 (191) & 83 (87.3)    | – | A Shrewsbury XI 295 (184.1) & 51-5 (34) |
|                           |        | A Shrewsbury XI gewinnt mit 5 Wickets |   |                                         |

| 17. – 21. Februar Scorecard | Sydney | GF Vernin’s XI 337 (189.3) & 109-2 (60.1) | – | New South Wales 193 (150.2) & 252 (227.2) (f/o) |
|                             |        | GF Vernin’s XI gewinnt mit 8 Wickets      |   |                                                 |

| 2. – 5. März Scorecard | Melbourne | GF Vernin’s XI 221 (109.1) & 117 (81.1) | – | Australia XI 219 (190.3) & 32 (41.1) |
|                        |           | GF Vernin’s XI gewinnt mit 87 Runs      |   |                                      |

| 9. – 13. März Scorecard | Melbourne | GF Vernin’s XI 130 (91.2) & 368 (183.3) | – | Victoria 81 (64.3) & 135 (145.3) |
|                         |           | GF Vernin’s XI gewinnt mit 282 Runs     |   |                                  |

## Test in Sydney
| 10. – 15. Februar Scorecard | Sydney | England 113 (169) & 137-1 (53.1) | – | Australien 42 (107.2) & 82 (99.1) |
|                             |        | England gewinnt mit 126 Runs     |   |                                   |

Australien gewann den Münzwurf und entschied sich als Feldmannschaft zu beginnen. Für England bildeten die Eröffnungs-Batter Arthur Shrewsbury und Andrew Stoddart eine erste Partnerschaft. Stoddart schied nach 16 Runs aus und nachdem an der Seite von Shrewsbury Walter Read 10 Runs erreichte, fand er mit George Lohmann einen weiteren Partner. Shrewsbury schied dann nach 44 Runs aus und Lohmann erzielte 12 Runs. Beste australische Bowler waren Charlie Turner mit 5 Wickets für 44 Runs und J. J. Ferris mit 4 Wickets für 60 Runs. Australien verlor acht Wickets, bevor sich Tom Garrett mit Charlie Turner etablieren konnte. Der Tag endete beim Stand von 35/8. Es folgte ein Tag, wo das Spielen nicht möglich war, ein Ruhetag und ein weiterer Tag ohne Spiel. Am zweiten Spieltag scheidet dann Garrett nach 10 Runs aus, während Turner das Innings mit 8* Runs ungeschlagen beendete und so den Rückstand auf 71 Runs. Die englischen Wickets erzielten George Lohmann mit 5 Wickets für 17 Runs und Bobby Peel mit 5 Wickets für 18 Runs. In ihrem zweiten Innings konnte Eröffnungs-Batter Andrew Stoddart 17 Runs erreichen, bevor sich Maurice Read etablierte. Nachdem Read nach 39 Runs ausschied formten Billy Newham und Johnny Briggs eine Partnerschaft. Nachdem Briggs nach 14 Runs ausgeschieden war, kam William Attewell ins Spiel. Newham schied dann nach 17 Runs aus und Attewell konnte das Innings mit 10* Runs ungeschlagen beenden und so die Vorgabe auf 209 Runs erhöhen. Bester australischer Bowler war Charlie Turner mit 7 Wickets für 43 Runs. Für Australien bildete dann der dritte Schlagmann Harry Moses zusammen mit Sammy Jones eine Partnerschaft. Moses schied nach 11 Runs aus und an der Seite von Jones erreichte Charlie Turner 12 Runs. So endete der Tag beim Stand von 47/5. Am dritten Spieltag kam Jack Blackham ins Spiel und Jones schied nach 15 Runs aus. Blackham beendete dann das Innings ungeschlagen mit 25* Runs, was jedoch nicht reichte die Vorgabe zu gefährden. Beste englische Bowler waren George Lohmann mit 4 Wickets für 35 Runs und Bobby Peel mit 4 Wickets für 40 Runs.

## Statistiken
Die folgenden Cricketstatistiken wurden bei der Ashes-Serie erzielt:
| Tests             | Tests      | Tests   | Tests   | Tests   | Tests   | Tests   | Tests   | Tests   |
| Batting           | Batting    | Batting | Batting | Batting | Batting | Batting | Batting | Batting |
| Spieler           | Mannschaft | Spiele  | Innings | Runs    | Average | HS      | 100s    | 50s     |
| ----------------- | ---------- | ------- | ------- | ------- | ------- | ------- | ------- | ------- |
| Arthur Shrewsbury | England    | 1       | 2       | 45      | 22,50   | 44      | 0       | 0       |
| Maurice Read      | England    | 1       | 2       | 39      | 19,50   | 39      | 0       | 0       |
| Andrew Stoddart   | England    | 1       | 2       | 33      | 16,50   | 17      | 0       | 0       |
| Jack Blackham     | Australien | 1       | 2       | 27      | 27,00   | 25*     | 0       | 0       |
| Billy Newham      | England    | 1       | 2       | 36      | 13,00   | 17      | 0       | 0       |
| Bowling           |            |         |         |         |         |         |         |         |
| Spieler           | Mannschaft | Spiele  | Overs   | Wickets | Average | BBI     | 5W      | 10W     |
| Charly Turner     | Australien | 1       | 88.0    | 12      | 7,25    | 7/43    | 2       | 1       |
| George Lohmann    | England    | 1       | 51.0    | 9       | 5,77    | 5/17    | 1       | 0       |
| Bobby Peel        | England    | 1       | 51.3    | 9       | 6,44    | 5/18    | 1       | 0       |
| J. J. Ferris      | Australien | 1       | 63.0    | 6       | 17,16   | 4/60    | 0       | 0       |
| William Attewell  | England    | 1       | 4.2     | 2       | 2,00    | 2/4     | 0       | 0       |